# Safy Boutella
Safy Boutella (Pirmasens, 6 januari 1950) is een Algerijnse jazz-bassist, componist van filmmuziek, arrangeur en acteur.
Boutella studeerde af aan Berklee College of Music en werkte daarna als beroepsmuzikant in verschillende jazzgroepen. Hij werkte onder meer samen met raï-zanger Cheb Khaled (het album Kutché, 1988). Boutella componeerde de muziek voor enkele films, van bijvoorbeeld Rachid Bouchareb (Little Senegal) en Rachid Benhadj. Ook speelde hij als acteur in verschillende filmproducties. Boutella is de vader van danseres en actrice Sofia Boutella.

## Discografie (selectie)
- Mejnoun (met o.m. Nguyên Lê en Naná Vasconcelos), Indigo, 1992
- Le pain nu (soundtrack), CAM, 2005